# Kemiska övningslaboratoriet

Före detta Kemiska övningslaboratoriet från 1961-1964, lokaliserat vid Frescativägen 54 i Stockholm, är den första av Stockholms Universitets byggnader vid Frescati. Byggnaden ritades av arkitekten Paul Hedqvist i funktionell stil. Andra kända byggnader som Hedqvist ritade var till exempel Kårhuset vid Stockholms Universitet, Skatteskrapan och DN-huset.  
Byggnaden används idag, 2018, av Institutionen för Pedagogik och Didaktik.